# Nucli més suau
Un kernel smoother és una tècnica estadística per estimar una funció de valor real {\displaystyle f:\mathbb {R} ^{p}\to \mathbb {R} } com a mitjana ponderada de les dades observades veïnes. El pes es defineix pel nucli, de manera que els punts més propers reben pes més alts. La funció estimada és suau i el nivell de suavitat el defineix un únic paràmetre. El suavització del nucli és un tipus de mitjana mòbil ponderada.

## Definicions
Si {\displaystyle K_{h_{\lambda }}(X_{0},X)} és un nucli definit per
{\displaystyle K_{h_{\lambda }}(X_{0},X)=D\left({\frac {\left\|X-X_{0}\right\|}{h_{\lambda }(X_{0})}}\right)}
on:
- és la norma euclidiana
- és un paràmetre (radi del nucli)
- D (t ) és típicament una funció de valor real positiu, el valor de la qual és decreixent (o no augmenta) per a la distància creixent entre X i X 0.

Els nuclis populars utilitzats per allisar inclouen els nuclis parabòlics (Epanechnikov), Tricube i gaussians.
Sigui {\displaystyle Y(X):\mathbb {R} ^{p}\to \mathbb {R} } una funció contínua de X. Per cadascú {\displaystyle X_{0}\in \mathbb {R} ^{p}}, la mitjana ponderada pel nucli de Nadaraya-Watson (estimació suau Y (X )) es defineix per
{\displaystyle {\hat {Y}}(X_{0})={\frac {\sum \limits _{i=1}^{N}{K_{h_{\lambda }}(X_{0},X_{i})Y(X_{i})}}{\sum \limits _{i=1}^{N}{K_{h_{\lambda }}(X_{0},X_{i})}}}}
on:
- N és el nombre de punts observats
- Y (X i ) són les observacions en X i punts.

A les seccions següents, es descriuen alguns casos particulars de suavitzadors del nucli.

## Nucli gaussià més suau
El nucli gaussià és un dels nuclis més utilitzats, i s'expressa amb l'equació següent.
{\displaystyle K(x^{*},x_{i})=\exp \left(-{\frac {(x^{*}-x_{i})^{2}}{2b^{2}}}\right)}
Aquí, b és l'escala de longitud per a l'espai d'entrada.

## Veí més proper més suau
La idea del veí més proper més suau és la següent. Per a cada punt X 0, pren els m veïns més propers i estima el valor de Y (X 0 ) fent la mitjana dels valors d'aquests veïns.Formalment, {\displaystyle h_{m}(X_{0})=\left\|X_{0}-X_{[m]}\right\|}, on {\displaystyle X_{[m]}} és la m- èma més propera a X 0 veí, i
{\displaystyle D(t)={\begin{cases}1/m&{\text{if }}|t|\leq 1\\0&{\text{otherwise}}\end{cases}}}
Exemple:
En aquest exemple, X és unidimensional. Per cada X 0, el {\displaystyle {\hat {Y}}(X_{0})} és un valor mitjà de 16 més proper a X 0 punts (indicat amb vermell). El resultat no és prou suau.

## Nucli mitjà més suau
La idea del suau mitjà del nucli és la següent. Per a cada punt de dades X 0, trieu una mida de distància constant λ (radi del nucli o amplada de la finestra per a p = 1) i calculeu una mitjana ponderada per a tots els punts de dades que estan més a prop de {\displaystyle \lambda } a X 0 (com més a prop de X 0 punts obtenen pesos més alts).
Formalment, {\displaystyle h_{\lambda }(X_{0})=\lambda ={\text{constant}},} i D (t ) és un dels nuclis populars.